# سیارک ۱۱۷۷۱۲
سیارک ۱۱۷۷۱۲ (به انگلیسی: 117712 Podmaniczky، نامگذاری:2005GD) صد و هفده هزار و هفتصد و دوازدهمین سیارک کشف شده‌است که در ۱ آوریل ۲۰۰۵ کشف شد.